# Rooms-katholieke begraafplaats Sint Martinuskerk
De Rooms-katholieke begraafplaats Sint Martinuskerk is gelegen in het Zwettebos aan de Leeuwarderweg in de stad Sneek.
Het kerkhof is geopend in 1892, tot die tijd werd gebruikgemaakt van de Algemene Begraafplaats. Het kerkhof is onderdeel van de gemeenschap van de Sint-Martinuskerk.

## Rijksmonumenten
Het complex is aangewezen als rijksmonument. Onderdelen op het kerkhof met een afzonderlijke rijksmonumentenstatus zijn de kapel, de calvarieberg, het toegangshek (deze eerste drie zijn een ontwerp van J.W. Boerbooms), het grafmonument van de familie Rooswinkel, het grafmonument van de familie Visser en het grafmonument van Martin Lampe.

### Kapel
De kapel op de begraafplaats staat in de zuidoostelijke hoek van de begraafplaats en is gebouwd in 1892. De kapel is gebouwd in neogotische stijl. Het gebouw is in 1990 volledig gerenoveerd. De klok (anno 1740) van de kapel is afkomstig van de in 1842 afgebroken Oosterpoort.

### Calvariegroep
De calvarieberg is ook aangesteld als rijksmonument. De beeldengroep is gemaakt in 1893 voor atelier De Roo. In de berg liggen de grafstenen van deken Th. Brouwer (overleden in 1905), pastoor A.A. van Eyndhoven (uit Heeg), pastoor B.T. Stoverinck (overleden in 1930) en deken J. v. Galkom (overleden in 1964).

## Impressie

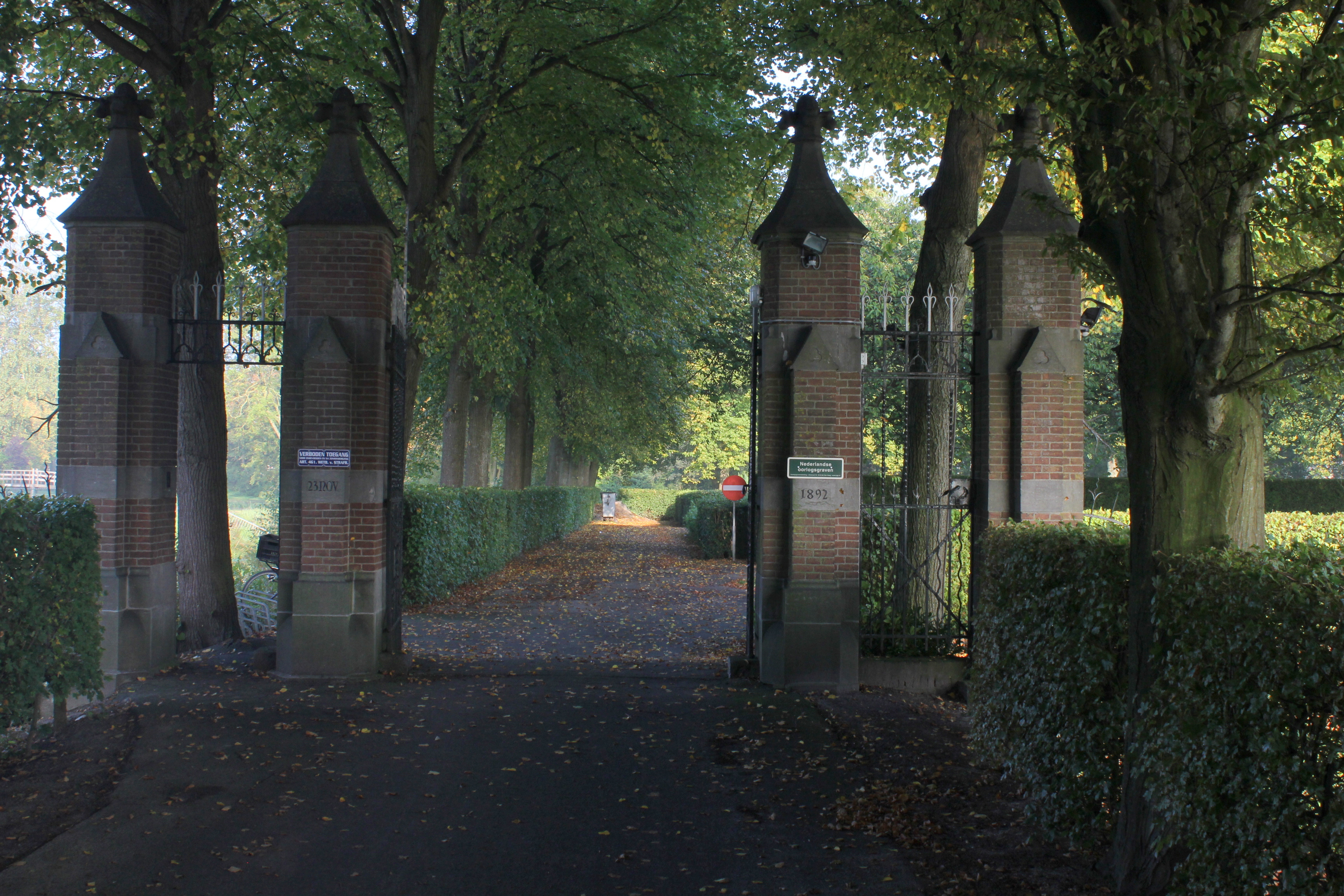
Toegangshek
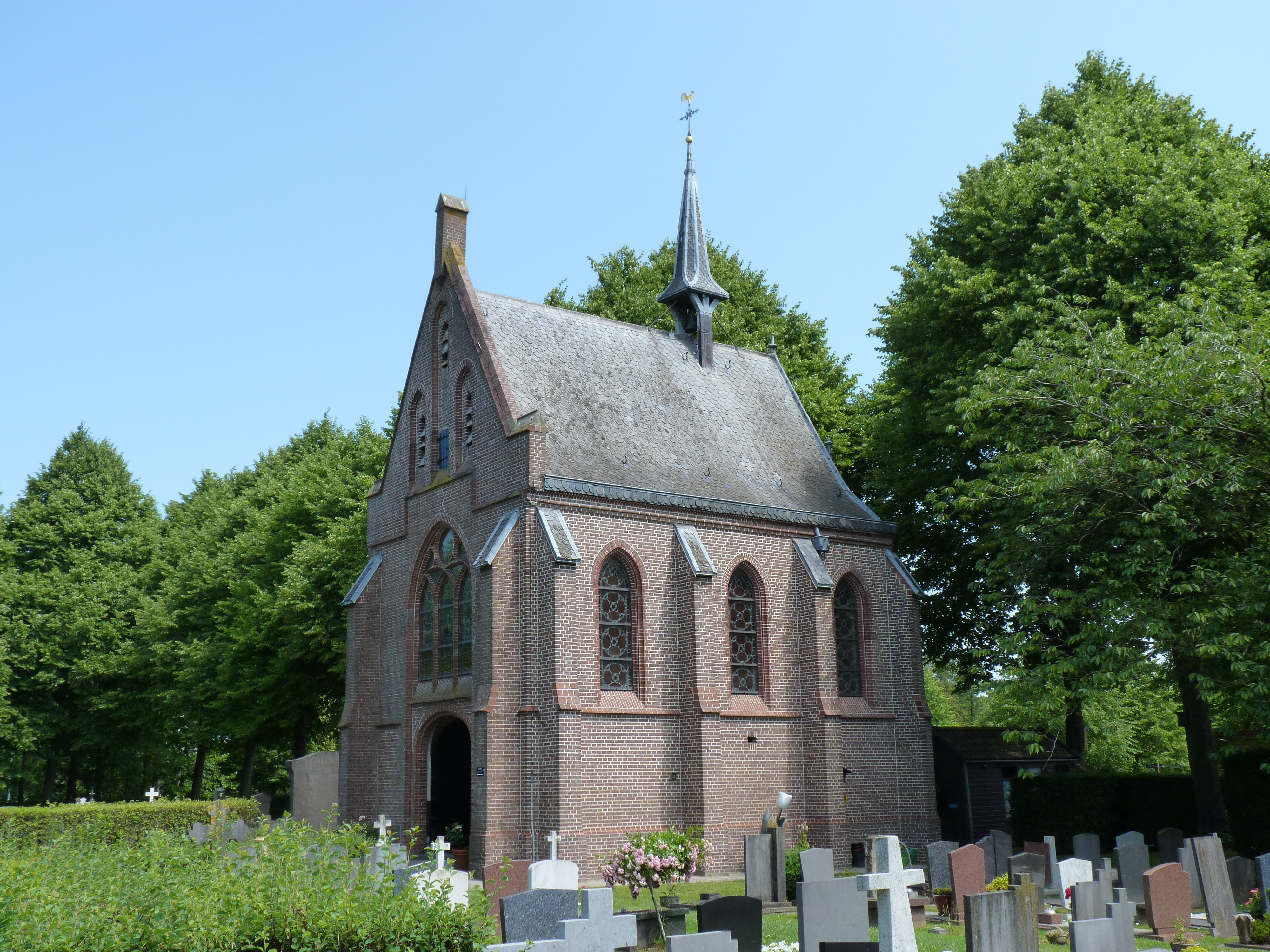
Kapel
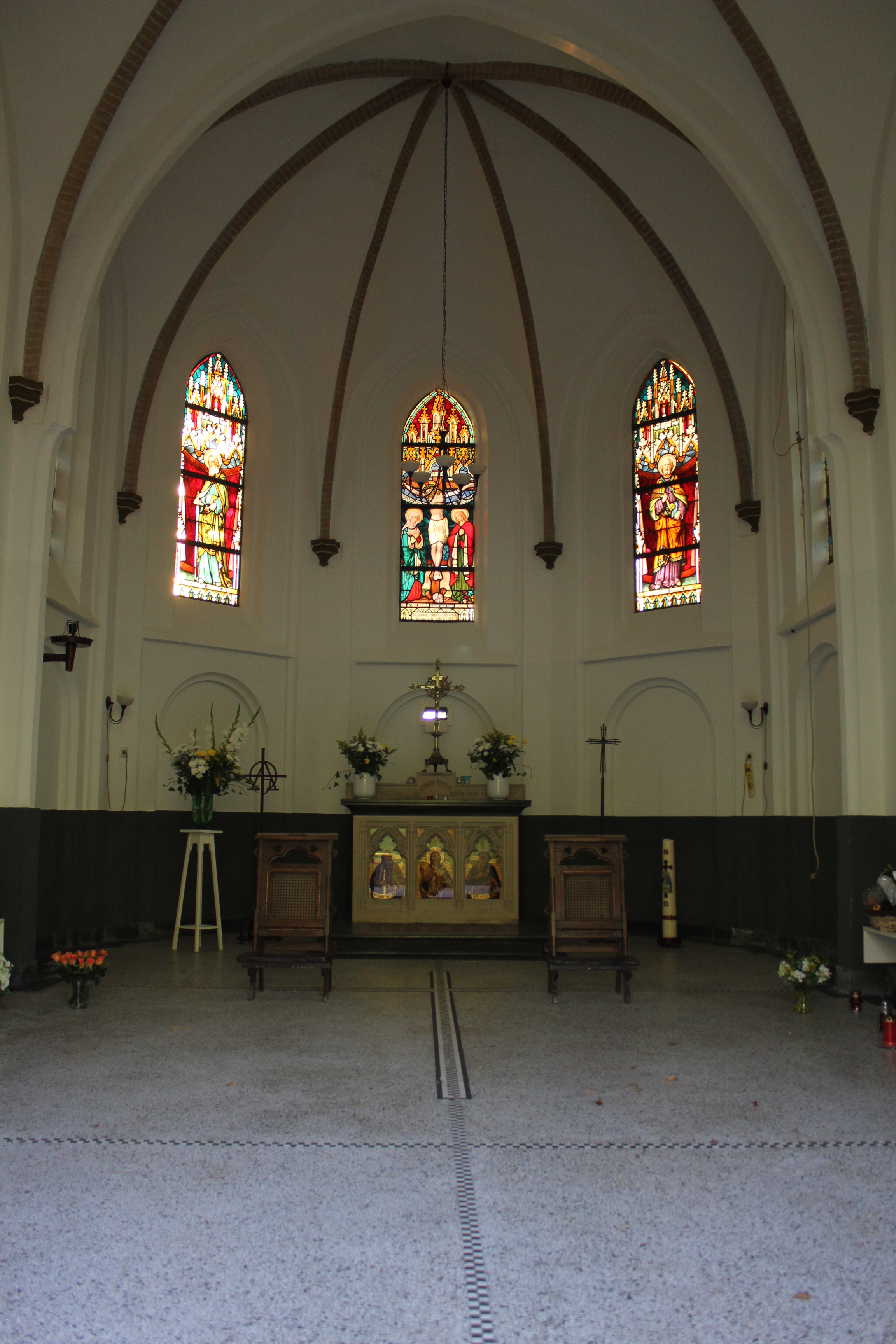
Kapel
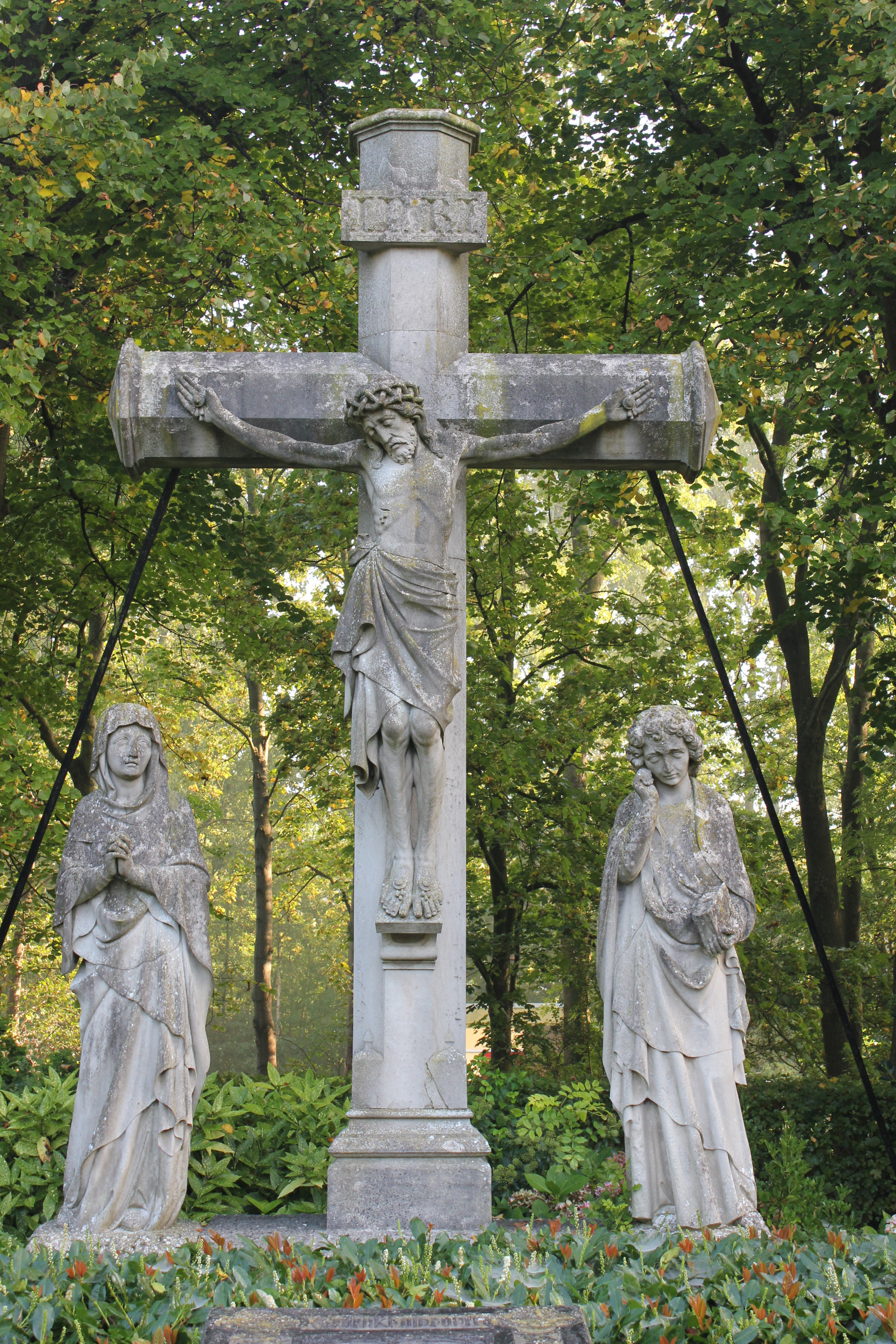
Calvarieberg
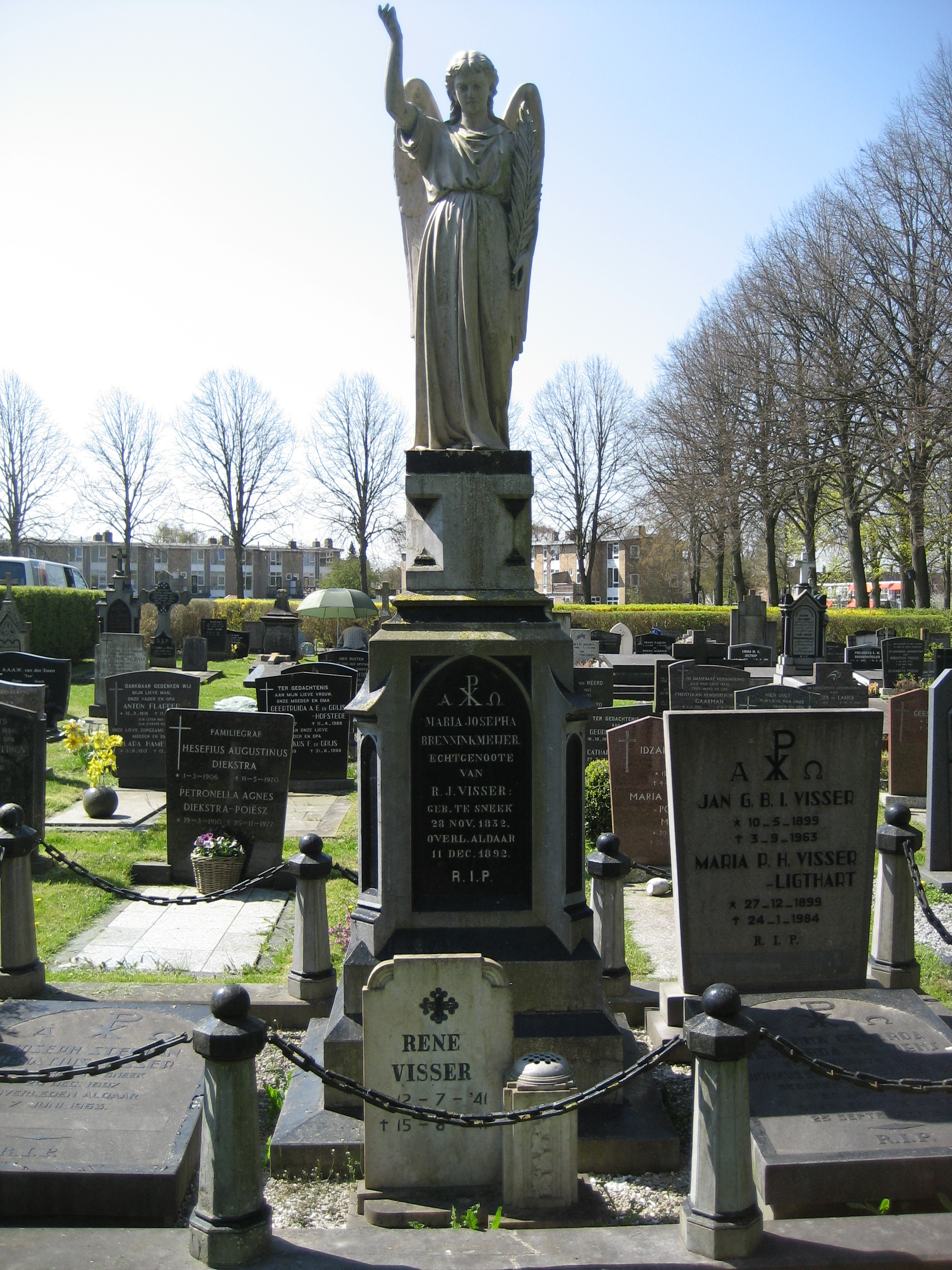
Grafmonument Visser-Meddens-Brenninkmeijer